# GIH-badet

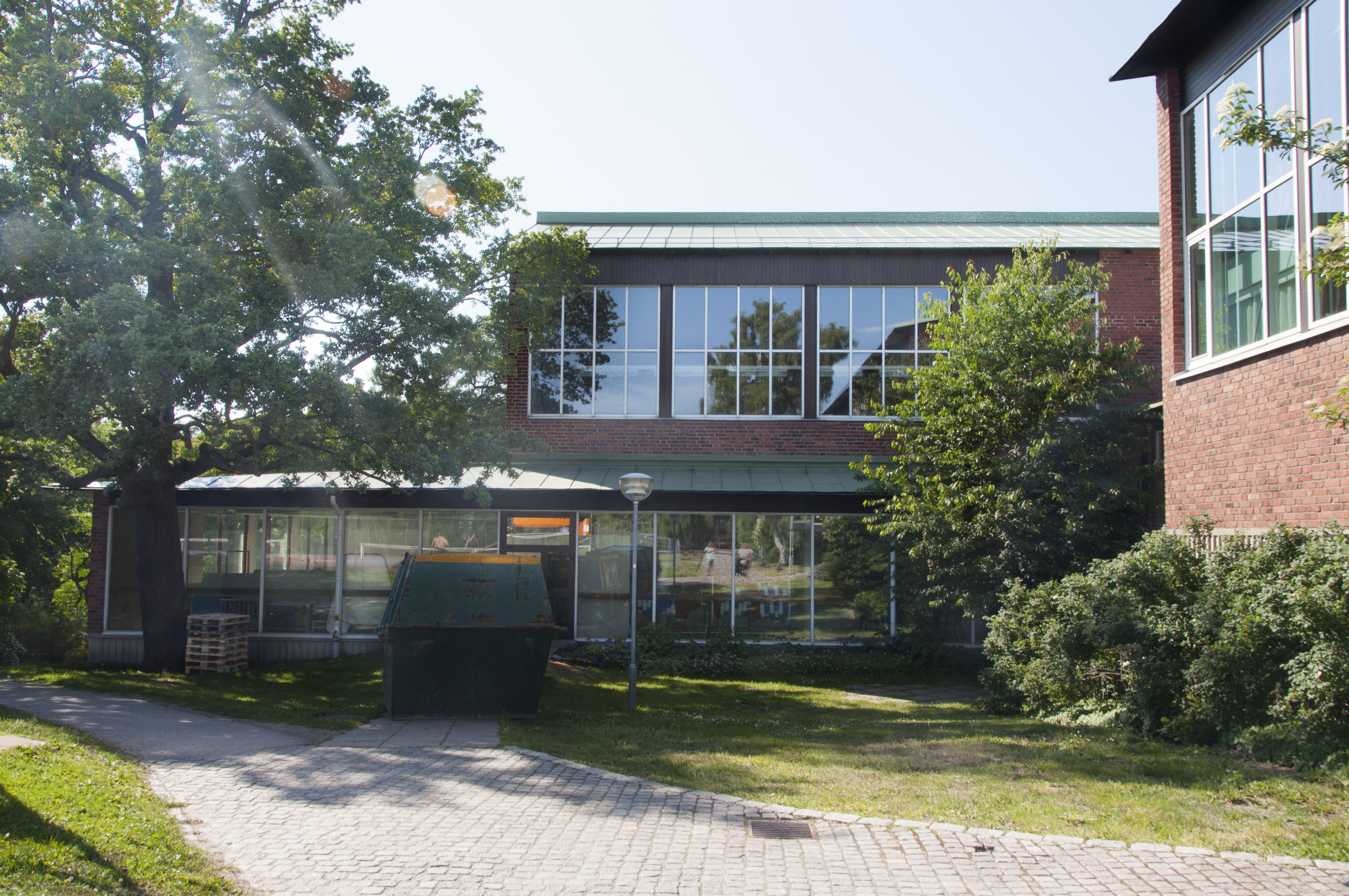
GIH-badet

GIH-badet är ett kommunalt inomhusbad på Drottning Sofias väg 20, vid Gymnastik- och idrottshögskolan (GIH) i Lill-Jansskogen på Norra Djurgården i Stockholm.
I projekteringen av den nya Gymnastik- och idrottshögskolan 1939 hade arkitekterna Gunnar Wejke och Kjell Ödéen ritat in en simhall. Andra världskriget medförde dock att en bantad variant av det ursprungliga förslaget utfördes. Det skulle dröja ända till 1960-talet innan högskolan uppförde badet som 1965 stod klart att användas av studenterna och allmänheten. 
I badet finns en 25-meters-bassäng, med hoppsvikter på 1 och 3 meter samt ett hopptorn på 5 meter, samt en mindre undervisningsbassäng. Den ena gavelväggen pryds av glas- och betongreliefen Uppåt väggarna av Björn S Jonsson.
Badet är öppet för allmänheten och drivs och sköts av idrottsförvaltningen i Stockholm. 2016 stängdes badet i samband med en ombyggnad och uppfräschning av anläggningen. Hösten 2019 kunde badet återinvigas. 

## Bilder
| 25-meters-bassängen, 2016 |  | 25-meters-bassängen, 2016 |
| 25-meters-bassängen, 2016 |  |                           |